# Chōbunsai Eishi
Chōbunsai Eishi (鳥文斎 栄之, 1756-1829) est un artiste d'estampe japonaise (gravure sur bois), un des maîtres de l'ukiyo-e. On l'appelle parfois au Japon Hosoda Eishi.

## Biographie
Chōbunsai Eishi était le fils aîné d'un samouraï d'Edo.
Il commença par étudier la peinture de l'aristocratique école Kanō, en compagnie du futur shogun Tokugawa Ieharu.
Il devint ensuite peintre officiel du ce même shogun, puis de son successeur Ienari, ce qui lui assura une situation financière confortable, pendant trois années environ.
En qualité de peintre du Shogun, il ne pouvait pas s'adonner à l'ukiyo-e d'inspiration plus populaire. Aussi, vers l'âge de trente ans, abandonna-t-il sa charge pour se consacrer à l'art de l'estampe.
Par la suite, il revint à la cour du shogun et se remit à la peinture plus académique de l'école Kanō.

## Style
Tout comme Utamaro, Eishi fut un peintre de bijin-ga, peintures de jolies femmes. Tous deux étant redevables à l'œuvre de Sukenobu (1671-1751) qui avait introduit ce type de jeune femme aux formes douces et aux kimonos splendides dans des compositions simplement mais clairement construites.
Son style peut ressembler superficiellement à celui d'Utamaro, car tous deux ont été "influencés" par leur prédécesseur Nishikawa Sukenobu qui a introduit, dans ses peintures comme dans ses estampes, ce type de jeune femme aux formes douces dans un espace simple et construit, ou vide. Eishi se distingue d'Utamaro par de nombreuses différences stylistiques, telles que la représentation de figures en pieds sur fond vide ou monochrome, ou encore par l'attitude élégante, voire maniérée, de ses courtisanes, à la silhouette légèrement cambrée.
Eishi réalisa par ailleurs un certain nombre de peintures érotiques (shunga), comme le Concours de plaisirs des quatre saisons, ensemble de quatre rouleaux verticaux de 148 × 80 cm, en couleurs sur soie, conservé dans une collection privée.
|  |  |  |  |

## Élèves
Il eut de nombreux élèves — près de trente au total — dont le plus célèbre fut sans doute Eisho.
Eisho a fait de nombreuses estampes du genre okubi-e (portrait en buste), d'un grand impact visuel, qui ne sont pas sans rappeler le style d'Utamaro. Comme chez Utamaro, on peut noter le recours à des fonds micacés, parfois noirs chez Eisho, et d'un effet visuel spectaculaire.
Parmi les élèves de Eishi, on compte aussi Eiri, qui produisit également de nombreux okubi-e. Il en est de même de Eisui, au style souvent difficile à discerner de celui de Eisho.
Par ailleurs, outre ces trois élèves très notoires, on lui connait aussi comme élèves Eishin, Eiryu, Eijin, ou encore Eicho.
Enfin, Eishi eut une forte influence sur Toyokuni.